# ديف بولوك
ديف بولوك هو سياسي أسترالي، ولد في 17 نوفمبر 1942. انتخب عضو الجمعية التشريعية للإقليم الشمالي ‏.